# Lei de Obediência Devida
A Lei de Obediência Devida Nº 23.521 foi uma disposição legal ditada na Argentina a 4 de Junho de 1987, durante o governo de Raúl Alfonsín, que estabeleceu uma presunção de iuri (i.e., que não admite prova em contrário) que os feitos cometidos pelos membros das forças armadas, durante a guerra suja e o Processo de Reorganização Nacional, não eram puníveis por haver agido em virtude de obediência devida.
Esta norma visava parar o descontente do Exército Argentino, eximindo os militares por baixo do grau de coronel, da responsabilidade pelos delitos cometidos sob mandato castrense. Desse modo, ocorreu o desprocessamento da maioria dos implicados no terrorismo de Estado.
Alguns dos beneficiados pela norma foram o ex capitão de fragata Alfredo Ignacio Astiz e o general Antonio Domingo Bussi, contra os quais existiam numerosas provas da comissão de delitos de lesa humanidade.
Junto com a complementar Lei de Ponto Final, a Lei de Obediência Devida foi derrogada em Agosto dele 2003; embora a derrogação não teve efeitos retroativos.

## Situação atual
Em Junho de 2004, uma sentença da juiz cordovessa Cristina Garzón de Lascano declarou ambas as normas insanavelmente nulas, dando assim lugar à causa judicial contra acusados de delitos ainda não prescritos, o que compreende todos os crimes de lesa humanidade. O ex general Luciano Benjamín Menéndez, que se representa o principal responsável pela repressão na província, encontra-se detido pelos cargos de seqüestro, tortura, homicídio e desaparecimento de várias pessoas.
Com base em isto, a Comissão de Justiça da Câmara de Deputados examina a possibilidade de declarar também nulos os indultos pelos quais o ex presidente Carlos Saúl Menem deixou em liberdade a vários dos máximos responsáveis pelas violações aos direitos humanos durante o Processo.